# Josafá Menezes da Silva

Wappen von de Josafá Menezes da Silva als Erzbischof von Vitória da Conquista

Josafá Menezes da Silva (* 2. Januar 1959 in Salinas da Margarida, Bahia) ist ein brasilianischer Geistlicher und römisch-katholischer Erzbischof von Aracaju.

## Leben
Josafá Menezes da Silva besuchte von 1969 bis 1976 die Grundschule im Centro Educacional Salinas da Margarida und von 1977 bis 1979 die Escola Técnica de Comércio Estadual da Bahia in Salinas da Margarida. Von 1982 bis 1983 studierte er als Alumnus des Priesterseminars von Bahia Philosophie an der Universidade Católica do Salvador und von 1984 bis 1987 Katholische Theologie an der Päpstlichen Universität Gregoriana in Rom. Am 14. Mai 1989 empfing er durch den Erzbischof von São Salvador da Bahia, Lucas Kardinal Moreira Neves OP, das Sakrament der Priesterweihe für das Erzbistum São Salvador da Bahia.
Menezes da Silva war zunächst von 1990 bis 1996 als Pfarrer der Pfarrei São João Batista in Vila América und als Subregens des propädeutischen Priesterseminars Santa Terezinha de Lisieux tätig. Zudem fungierte er von 1992 bis 1996 als Dechant des Dekanats Rio Vermelho e Federação und von 1995 bis 1996 als stellvertretender Diözesanökonom des Erzbistums São Salvador da Bahia. Außerdem war er von 1988 bis 1996 Professor am Sozialinstitut von Bahia. Anschließend kehrte er zur Fortsetzung seiner Studien nach Rom zurück, wo er 1999 an der Päpstlichen Lateranuniversität ein Lizenziat im Fach Theologische Anthropologie erwarb und 2001 bei Gilfredo Marengo mit der Arbeit „A criatividade da liberdade“: análise e interpretação da obra de Juan Luis Segundo („‚Die Kreativität der Freiheit‘: Analyse und Interpretation des Werks von Juan Luis Segundo“) zum Doktor der Theologie promoviert wurde. Nach der Rückkehr in seine Heimat im Jahr 2002 wurde Menezes da Silva Regens des propädeutischen Priesterseminars Santa Terezinha de Lisieux und Koordinator der erzbischöflichen theologischen Kommission. Neben seiner Tätigkeit in der Pfarrseelsorge und in der Priesterausbildung lehrte er ab 1989 Theologie an der Universidade Católica do Salvador und ab 2002 auch am Päpstlichen Institut Johannes Paul II. für Studien zu Ehe und Familie.
Am 12. Januar 2005 ernannte ihn Papst Johannes Paul II. zum Titularbischof von Gummi in Byzacena und bestellte ihn zum Weihbischof in São Salvador da Bahia. Der Erzbischof von São Salvador da Bahia, Geraldo Majella Kardinal Agnelo, spendete ihm und Giancarlo Petrini am 10. März desselben Jahres in der Kirche des Colégio António Vieira in Salvador die Bischofsweihe; Mitkonsekratoren waren der Erzbischof von Belo Horizonte, Walmor Oliveira de Azevedo, und der emeritierte Erzbischof von Fermo, Cleto Bellucci. Sein Wahlspruch Prædica Verbum („Verkünde das Wort“) stammt aus 2 Tim 4,2 .
Papst Benedikt XVI. bestellte ihn am 15. Dezember 2010 zum Bischof von Barreiras. Ferner fungierte Menezes da Silva in der Region Nordeste 3 der Brasilianischen Bischofskonferenz von 2011 bis 2015 als verantwortlicher Bischof für die Ökumene und den interreligiösen Dialog und von 2015 bis 2019 als verantwortlicher Bischof für die sozialen Kommunikationsmittel sowie von 2016 bis 2019 als Koordinator für die Pastoral in der Region Ost-Bahia. Vom 20. Mai 2014 bis zum 24. Juni 2015 war er zusätzlich Apostolischer Administrator des vakanten Bistums Bom Jesus da Lapa.
Am 9. Oktober 2019 ernannte ihn Papst Franziskus zum Erzbischof von Vitória da Conquista. Die Amtseinführung erfolgte am 14. Dezember desselben Jahres.
Am 13. März 2024 ernannte ihn Papst Franziskus zum Erzbischof von Aracaju. Die Amtseinführung fand am 25. Mai desselben Jahres statt.

## Schriften
- „A criatividade da liberdade“: análise e interpretação da obra de Juan Luis Segundo. Pontificia Università Lateranense, Rom 2002, OCLC 313988898.
- Igreja e missão: Feições da realidade e a pastoral. In: Josafá Menezes da Silva, Genival Bartolomeu Fernandes Machado (Hrsg.): Cidade, igreja e missão: „lançai as redes“ (Lc 5,5). Paulinas, São Paulo 2003, ISBN 978-85-356-1123-6, S. 175–200.
- Amor humano: teologia e contemporaneidade. In: Christine Jacquet, Lívia Fialho Costa (Hrsg.): Família em Mudança. Editora Companhia Ilimitada, São Paulo 2004, ISBN 978-85-88607-08-8, S. 337–358.